# Ellendale, North Dakota
Ellendale är administrativ huvudort i Dickey County i North Dakota och säte för Trinity Bible College. Orten har fått sitt namn efter järnvägsfunktionären S.S. Merrills hustru Mary Ellen Dale. Enligt 2010 års folkräkning hade Ellendale 1 394 invånare.